# Richard von Schulz

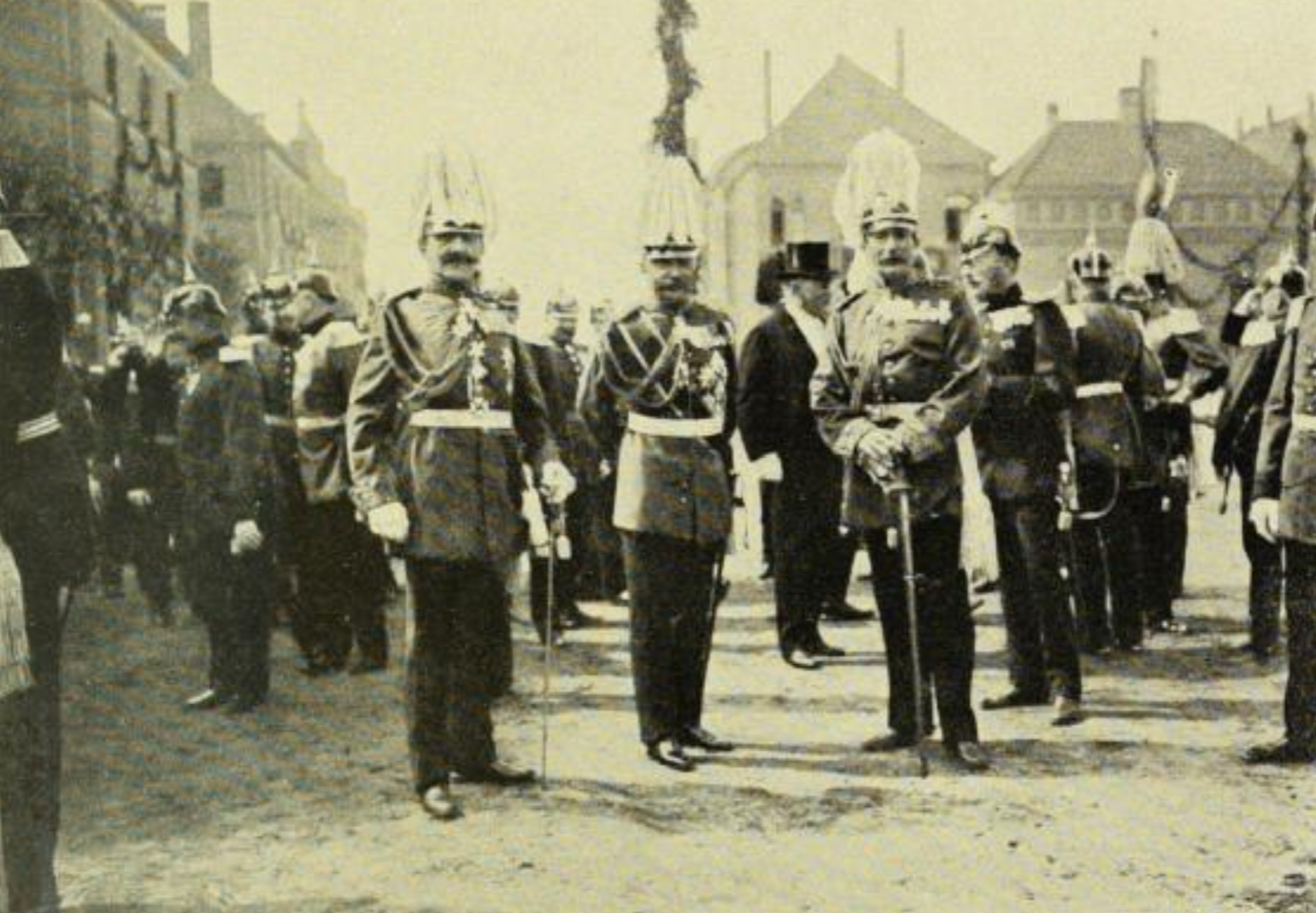
Richard von Schulz (1. v. l.) beim 200-jährigen Jubiläum des Infanterie-Regiment Nr. 107 am 2. Juni 1908

Richard Adolph von Schulz (* 31. Dezember 1849 in Dresden; † 4. September 1923 ebenda) war ein sächsischer Generalleutnant.

## Leben

### Herkunft
Schulz entstammte einer am 11. September 1790 in den erblichen Reichsadelsstand erhoben Familie. Er war das älteste von vier Kindern des sächsischen Generalleutnants Julius von Schulz (1817–1895) aus dessen erster Ehe mit Marie, geborene von Sichart (1830–1858). Sein Großvater war der sächsische Generalmajor Adolf von Schulz.

### Militärkarriere
Schulz besuchte ab 1865 das Dresdner Kadettenhaus, trat im Folgejahr als Fähnrich in das 1. Jäger-Bataillon der Sächsischen Armee ein und avancierte Mitte Mai 1866 zum Leutnant. Er wurde am 21. Mai 1870 zum Oberleutnant befördert, nahm 1870/71 mit seinem Bataillon am Krieg gegen Frankreich teil und erhielt das Eiserne Kreuz II. Klasse sowie das Ritterkreuz des Albrechts-Ordens mit Kriegsdekoration. Nach dem Krieg war er zur weiteren Ausbildung an die Preußische Kriegsakademie in Berlin kommandiert. Am 21. April 1875 stieg Schulz zum Hauptmann und Kompaniechef im 2. Grenadier-Regiment Nr. 101 „Kaiser Wilhelm, König von Preußen“ auf und war ab Juni 1875 zur Dienstleistung beim Generalstab im Dresden kommandiert. Im Oktober 1876 erfolgte seine Kommandierung als Adjutant der 1. Infanterie-Division Nr. 23. Unter Entbindung von dieser Stellung wurde er am 1. April 1881 als Kompaniechef in das Schützen-(Füsilier-)Regiment „Prinz Georg“ Nr. 108 versetzt. Mit seiner Beförderung zum Major rückte Schulz am 1. April 1887 zum Kommandeur des III. Bataillons auf. Am 23. September 1890 erfolgte seine Versetzung als Oberstleutnant und etatmäßiger Stabsoffizier nach Leipzig in das 10. Infanterie-Regiment Nr. 134. Daran schloss sich vom 19. April 1891 bis zum 21. März 1894 eine Verwendung als Kommandeur des 3. Jäger-Bataillons Nr. 15 in Wurzen an. Anschließend wurde Schulz unter Beförderung zum Oberst Kommandeur des 8. Infanterie-Regiments „Prinz Johann Georg“ Nr. 107 und erhielt schließlich am 17. April 1898 als Generalmajor das Kommando über die 5. Infanterie-Brigade Nr. 63. Ein Jahr später übernahm er in gleicher Funktion die 6. Infanterie-Brigade Nr. 64. Am 25. Februar 1901 wurde Schulz zu den Offizieren von der Armee versetzt, mit dem Komturkreuz II. Klasse des sächsischen Zivilverdienstordens ausgezeichnet und am 19. Juli 1901 unter Verleihung des Charakters als Generalleutnant in Genehmigung seines Abschiedgesuches mit Pension und der Erlaubnis zum Tragen der Generalsuniform mit den vorgeschriebenen Abzeichen zur Disposition gestellt.

### Familie
Schulz hatte sich am 10. Mai 1881 in Dresden mit Elisabeth Sahrer von Sahr (1855–1891) verheiratet. Nach ihrem Tod heiratete er am 4. Januar 1896 in Ostrau Armgard von Veltheim (* 1870). Aus der ersten Ehe gingen drei Töchter, aus der zweiten ein Sohn und eine Tochter hervor.